# Lugo
För andra betydelser, se Lugo (olika betydelser).
Lugo (galiciskt uttal: [ˈluɣʊ], spanskt uttal: [ˈluɣo] ( lyssna)) är en stad och kommun i den autonoma regionen Galicien i nordvästra Spanien. Staden ligger vid floden Miño, cirka 82 kilometer öster om Santiago de Compostela. Lugo är huvudort i provinsen med samma namn. Kommunen har 99 482 invånare (2024), på en yta av 329,78 km². Kommunen gränsar till Outeiro de Rei, Castro de Rei, Castroverde, O Corgo, Guntín och Friol.

## Idrott
Basketklubben CB Breogán kommer från Lugo.